# Eunice Catunda
Eunice do Monte Lima Catunda (ur. 14 marca 1915 w Rio de Janeiro, zm. 3 sierpnia 1990 w São José dos Campos) – brazylijska kompozytorka, pianistka, dyrygentka.

## Życiorys
Rozpoczęła naukę gry na fortepianie w wieku pięciu lat, jej nauczycielką była Mima Osward (córka Henrique’a Oswalda). Uczyła się gry na fortepianie u Branki Bilhar i kompozycji u Oscara Guanabarino. 
Studiowała u Hansa-Joachima Koellreuttera w Brazylii, a następnie u Hermanna Scherchena w Wenecji. Poślubiła matematyka Omara Catundę w 1934 roku i przeprowadziła się z nim do São Paulo. Rozwiedli się w 1964 roku. 
Jej utwór Hommage à Schoenberg został zaprezentowany na Światowych Dniach Muzyki w Brukseli w 1950 roku jako jedyny z Ameryki Łacińskiej (zob. Międzynarodowe Towarzystwo Muzyki Współczesnej). Zajmowała się koncertowaniem na fortepianie (wykonywała np. II koncert fortepianowy Maurycego Moszkowskiego) oraz dyrygenturą. 

## Twórczość
Pisała muzykę orkiestralną i kameralną, a także utwory fortepianowe. Wybrane kompozycje:
- Chants à la mort na orkiestrę (1947)[2]
- Hommage à Schoenberg na pięć instrumentów (1950)[2]
- Chant du soldat mort, oratorium na chór i orkiestrę[2]